# Kamaraerdő
Kamaraerdő ([ˈkɒmɒɾɒɛɾdøː] ; en allemand : Kammerwald) est un quartier de Budapest, situé dans le 11e arrondissement.